# Ousmane Dabo
Ousmane Dabo (født 8. februar 1977 i Laval, Mayenne) er en fransk tidligere fodboldspiller.
Han har spillet for Rennes, Internazionale, Vicenza, Parma, Monaco, Atalanta, Lazio, Manchester City og New England Revolution. Han har repræsenteret Frankrigs fodboldlandshold tre gange på internationalt niveau. Ousmane Dabo har en yngre bror, Moussa, der også er professionel fodboldspiller, der dog er uden klub pt..